# BC Racers
BC Racers é um jogo eletrônico de corrida lançado pela Core Design em 1994 para o Sega CD e em 1995 para o Sega 32X e 3DO, e também lançado para computador como freeware em 1995. Foi o terceiro jogo lançado na série Chuck Rock. O jogo foi desenhado por Toby Gard, que mais tarde criou Lara Croft. BC Racers tenta criar uma simulação de corrida misturando os elementos habituais dos jogos deste género com o tema "pré-histórico". Particularmente, o jogo se passa no mundo de um dos personagens icônicos do Core, Chuck Rock. Seu título provisório durante desenvolvimento do jogo era "Chuck Rally".

## Enredo
Um milionário homem das cavernas, chamado Millstone Rockafella, organizou uma corrida de bicicletas, sendo que o vencedor da qual receberá a Ultimate Boulderdash Bike. Assim seis grupos de pilotos de todo o mundo pré-histórico usarão seus carros feitos de rocha para competir por este prêmio.

## Jogabilidade
BC Racers tem quatro níveis de dificuldade: Fácil, Médio, Difícil e Rockhard. Cada uma das configurações possui oito circuitos diferentes, perfazendo um total de 32 circuitos no jogo. Há também oito temas, de desertos a vulcões ativos e selvas enormes. As pistas precisam de quatro voltas para serem concluídas e apresentam muitos elementos especiais específicos para a configuração do circuito. Excepcionalmente para um jogo deste tipo, não há power-ups, exceto por um "turbo" que as bicicletas podem acionar a cada poucos segundos.
Os dois pilotos das motos podem usar ataques físicos para ferir outros pilotos. Se a bicicleta for batida o suficiente, ela cai, dando ao jogador pontos extras. A mesma coisa pode acontecer com a bicicleta do jogador.
Algumas portas do jogo incluem um modo de dois jogadores em tela dividida. A versão Sega CD em vez disso tem um modo cooperativo para dois jogadores (um dos jogadores controla o motorista, enquanto o outro controla a luta, direção e turbo).
Alguns dos pilotos em BC Racers vêm de outros jogos Core Design famosos, como Chuck Rock e Chuck Rock Junior. Outros são referências óbvias a vários personagens do mundo real, como Brick Jagger, Sid Viscous e Jimi Handtrix (fazendo referência a Mick Jagger, Sid Vicious e Jimi Hendrix).

## Recepção
Revendo a versão do Sega CD, a GamePro criticou as paisagens pixeladas, os efeitos sonoros mínimos e os controles difíceis ao usar um controlador de três botões, mas elogiou os gráficos cômicos e o tom "leve" e recomendou-o como um título decente para jogadores mais jovens. A Digital Press deu ao Sega CD a versão 7 de 10, elogiando os controles e a música, mas criticou os gráficos.
Em sua análise da versão 32X, a GamePro comentou que os gráficos são mais nítidos do que na versão Sega CD, mas parecem muito piores durante o jogo real devido à taxa de quadros instável e desaceleração proeminente, especialmente durante o modo para dois jogadores. No entanto, eles concluíram que "as numerosas pistas, os ataques humorísticos e a ação simultânea de dois jogadores do BC Racers atrairão aqueles que procuram um desafio alegre".
Next Generation analisou a versão para PC do jogo, avaliando-a com duas estrelas em cinco, e afirmou que "não há nada aqui que você não tenha visto antes. Super Karts, com seus gráficos maiores e grande variedade de power-ups, ainda é o campeão reinante dos corredores de carrinhos."
Revendo a versão 3DO, um crítico da Próxima Geração classificou-o como o pior jogo de corrida no 3DO até agora, citando a falta de profundidade no manuseio do carro, os cursos de aparência feia e a sensação geral desatualizada do jogo. Ele deu uma de cinco estrelas.